# Santiago de Veraguas
Santiago de Veraguas ist die Hauptstadt der Provinz Veraguas in Panama und hat rund 90.000 Einwohner.
Das gleichnamige Corregimiento Santiago umfasst nur 23.236 Einwohner.

## Geschichte

### Gründung und Kolonialzeit
Santiago wurde im 17. Jahrhundert von Bürgern der Nachbarorte Montijo und Santa Fe de Veraguas gegründet. Die Neugründung sollte als Ausgangspunkt zur Erschießung des Umlandes dienen. Urkundlich erwähnt wird Santiago erstmals 1621 im Manuskript 2930 der Nationalbibliothek Panamas. Santiago gehörte im Vizekönigreich Neugranada zur Real Audiencia de Panamá, die nach einer Verwaltungsreform 1751 in der Comandancia General de Tierra Firme aufging.

### Unabhängigkeit

#### Von Spanien
Am 28. November 1821 erklärte Panama-Stadt die Unabhängigkeit von Spanien. Die Provinz Veraguas zog am 4. Dezember desselben Jahres nach.

#### Von Kolumbien
Nachdem sich Panama am 3. November 1903 für unabhängig von Kolumbien erklärt hatte, zog die eher konservative Provinz Veraguas sechs Tage darauf nach.

### Wirtschaftlicher Aufschwung im 20. Jahrhundert

Escuela Normal

Santiago war – wie die ganze Provinz Veraguas – von der Landwirtschaft geprägt und noch Anfang des 20. Jahrhunderts kaum mehr als das kirchliche, Verwaltungs- und Handelszentrum für die kleinen Weiler im Umkreis. Als Juan Demóstenes Arosemena Barreati 1936 zum Präsidenten Panamas gewählt wurde, begann für Santiago ein neues Kapitel. Arosemena wollte anstelle der geltenden Planung für einen Staat mit zwei sehr gut entwickelten Zentren (Panama-Stadt für die östliche und David für die westliche Landeshälfte) einen Staat schaffen, in dem sich alle Regionen entwickeln konnten. Er wählte Santiago als Standort der Escuela Normal, der ersten Pädagogischen Hochschule zur Ausbildung von Lehrern in Panama. Viele junge Menschen zogen daraufhin nach Santiago. Die Stadt wuchs und „verschluckte“ einige umliegende Dörfer, die heute Stadtteile von Santiago bilden.

## Sehenswürdigkeiten
Die bekannteste Sehenswürdigkeit ist die Kathedrale des 1963 errichteten Bistums Santiago de Veraguas, die größte Kirche der Stadt. Haupteinkaufsstraße ist die Avenida Central nahe der Kathedrale, Einkaufszentren sind die Galería und an der Plaza Banconal.

## Wirtschaft
Die bestimmenden Erwerbsquellen der Provinz Veraguas sind Ackerbau und Viehzucht. Santiago profitiert davon als Marktort und als Standort einer (sehr bescheidenen) Lebensmittelindustrie. Außerdem gibt es einige Gerbereien und Töpfereien.

## Verkehr
Die Panamericana führt als zweispurige Autobahn mitten durch Santiago. Mit Überlandbussen ist Santiago aus fast allen Landesteilen gut zu erreichen. Am Busbahnhof befindet sich auch der offizielle Taxistand. In Santiago gibt es rund 330 Taxis (Stand 2011). Für Inlandsflüge gibt es einen Flughafen unweit der Stadt.

## Persönlichkeiten
- Sasha Fábrega (* 1990), Fußballspielerin